# Phaenocarpa curvata
Phaenocarpa curvata är en stekelart som beskrevs av Fischer 1974. Phaenocarpa curvata ingår i släktet Phaenocarpa och familjen bracksteklar. Inga underarter finns listade i Catalogue of Life.